# Hati Hróðvitnisson
Prema nordijskim mitovima, Hati Hróðvitnisson (hati = „mrzitelj”; znan i kao Mánagarmr = „Mjesečev pas”) čudovišni je vuk (vargr) koji progoni Manija (Mjesec). Tijekom Ragnaroka, Hati će napokon sustići Manija i progutati ga. 

## Obitelj
Hati je sin vuka Fenrira, koji je znan i kao Hróðvitnir („slavni vuk”). Hatijev je djed bog Loki, a brat ili polubrat vuk Sköll, koji progoni Manijevu sestru, božicu Sunca Sol. U Völuspi je spomenuta Hatijeva majka, ali ne imenom. Prema Snorriju Sturlusonu, Hatijeva majka, div-žena, rodila je mnogo vukova.